# 志筑 (淡路市)
志筑（しづき）は、兵庫県淡路市の町丁。郵便番号は656-2131。本項ではかつて同区域に存在した津名郡志筑町（しづきちょう）についても記す。

## 地理

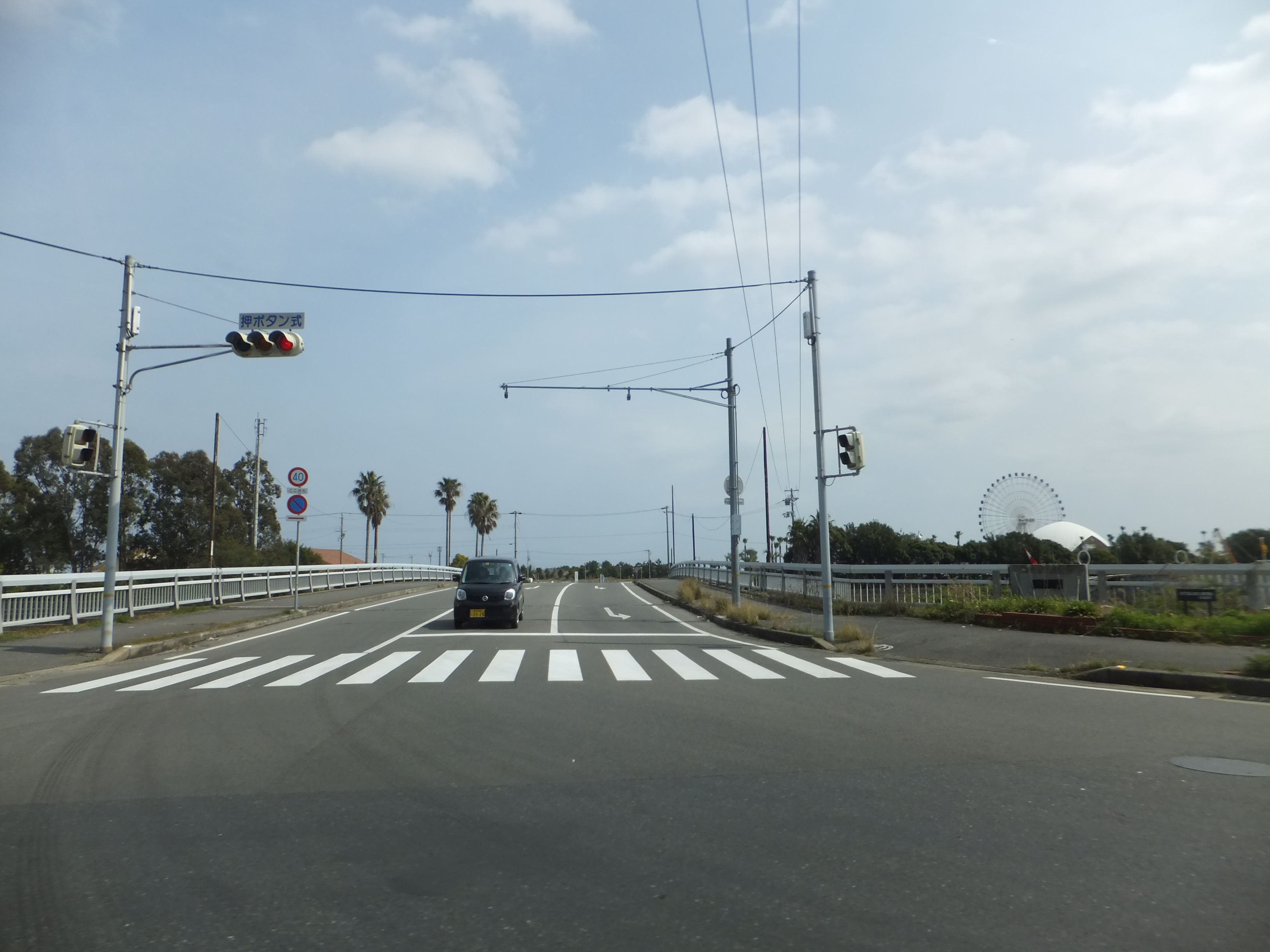
志筑の街並み

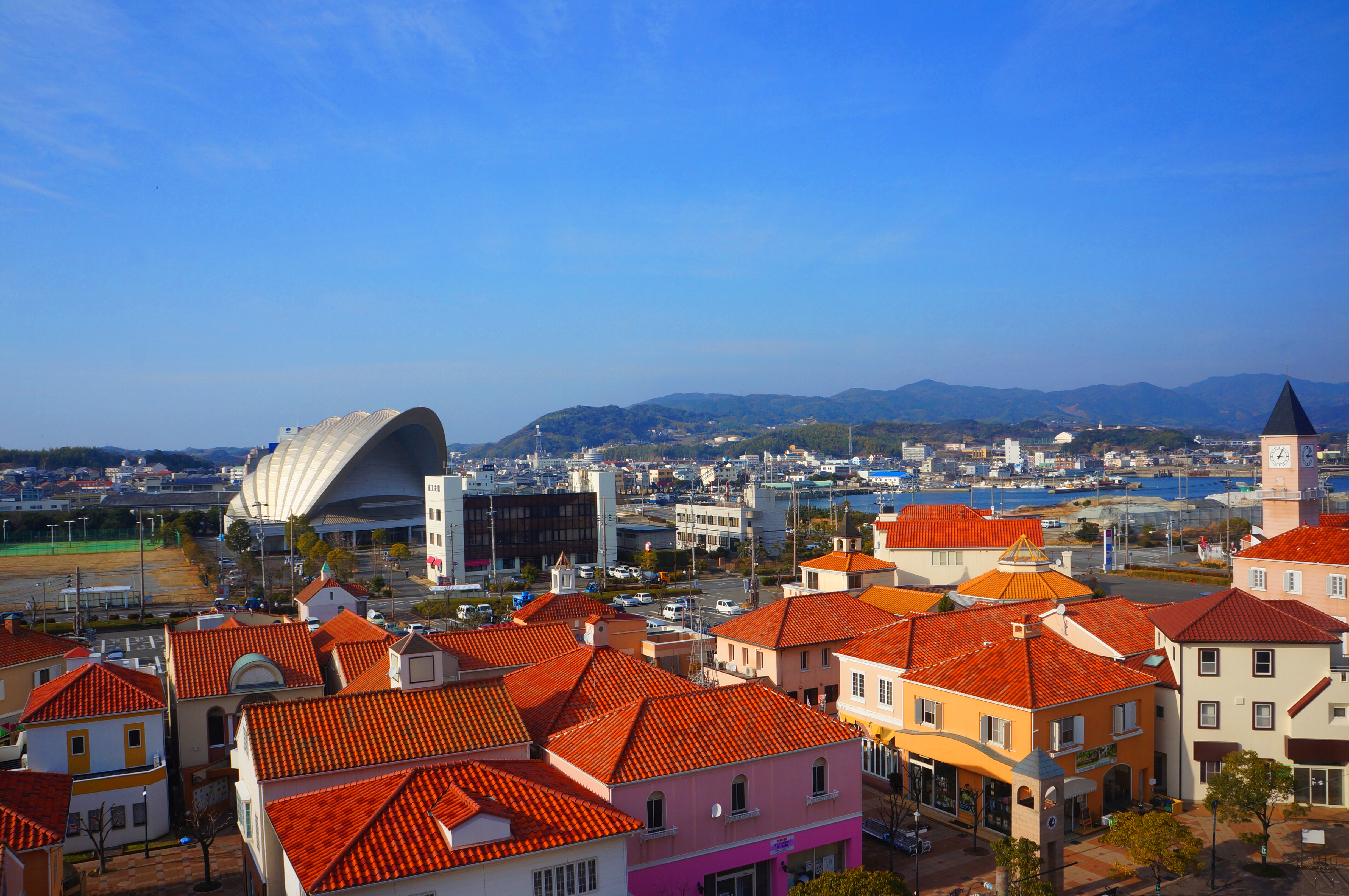
イオン淡路店から志筑地区市街地を望む

淡路市の南東部、大阪湾に面する津名港の周辺、旧・津名町の中心部にあたる。北で大谷・王子、西で中田、南で下司・塩尾に接する。また、東の大阪湾に志筑新島・塩田新島が存在する。大阪湾に沿って国道28号が通過し、北西に兵庫県道88号志筑郡家線が分岐する。また、北部を兵庫県道66号大谷鮎原神代線が通過し、兵庫県道463号室津志筑線・兵庫県道464号尾崎志筑線が分岐する。

### 海洋
- 大阪湾

### 河川
- 志筑川
- 宝珠川

## 歴史

### 地名の由来
菅原道真が筑紫国への途上に立ち寄り筑紫を志したことに因む。
鎌倉期には静御前ゆかりの一條中納言家の荘園あり、この地に埋葬されたと伝わる墓碑があり「静の里」「しずか村」を語源とする説があるが、延期式神名帳(平安時代)に志筑神社の記載があるためこれは誤り。

### 沿革
- 延喜式(平安時代中期)では式内小社として志筑神社が記載されている。
- 大阪の陣で淡路国が阿波徳島藩の知行地とされる。
- 幕末時点では津名郡志筑浜村・志筑浦が存在。
- 明治4年（1871年）5月 - 兵庫県の管轄となる。
- 明治4年11月15日（1871年12月26日） - 第1次府県統合により名東県の管轄となる。
- 1876年（明治9年）8月21日 - 第2次府県統合により兵庫県の管轄となる。
- 1877年（明治10年） - 志筑浜村・志筑浦が合併して志筑村となる。
- 1889年（明治22年）4月1日 - 町村制の施行により、志筑村の区域を持って津名郡志筑町が発足。
- 1950年（昭和25年）3月30日 - 昭和天皇が町内に行幸（昭和天皇の戦後巡幸）。天皇は牛馬展覧場などを視察、出迎えた功労者や奉迎者に挨拶[1]。
- 1955年（昭和30年）4月1日 - 志筑町が生穂町・佐野町・大町村・塩田村・中田村と合併して津名町が発足。同町大字志筑となる。
- 2005年（平成17年）4月1日 - 津名町が淡路町・一宮町・東浦町・北淡町と合併して淡路市が発足。同市志筑となる。

## 交通

### バス
淡路交通
- ■舞子・津名線
  - 高速舞子 - 鵜崎 - 淡路夢舞台 - 大磯港 - 立石川 - 東浦バスターミナル - 東浦総合事務所前 - 久留麻 - 仮屋 - 下田 - 野田 - 佐野局前 - ポールパーク入口 - 生穂 - 津名車庫前 - 津名港 - 志筑 - しづかホール前 - 津名臨海公園 - ワールドパークおのころ
- ■縦貫線
  - 岩屋 - 東浦バスターミナル - 津名港（朝の1往復のみ津名中学校前） - 洲本高速バスセンター - 洲本IC - 広田 - （鳥井 / ファームパーク） - 国衙 - 福良（岩屋発または岩屋行きの一部便が新加茂橋・宇山を経由し下加茂を発着）
- ■西浦・一宮線
  - 震災記念公園前 - 富島 - 淡路高校前 - 北淡IC - 室津 - 郡家 - 伊弉諾神宮前 - 津名一宮IC - 志筑 - 津名港（平日の通学時間帯には志筑から縦貫線に直通し、洲本高速バスセンター・洲本・築地町を経由せず宇山・新加茂橋から下加茂へ行く便がある）

本四海峡バス
- 鮎原線
  - 志筑 - 津名総合事務所前 - 静の里公園 - 津名一宮IC - 竹谷 - 広石

### 道路

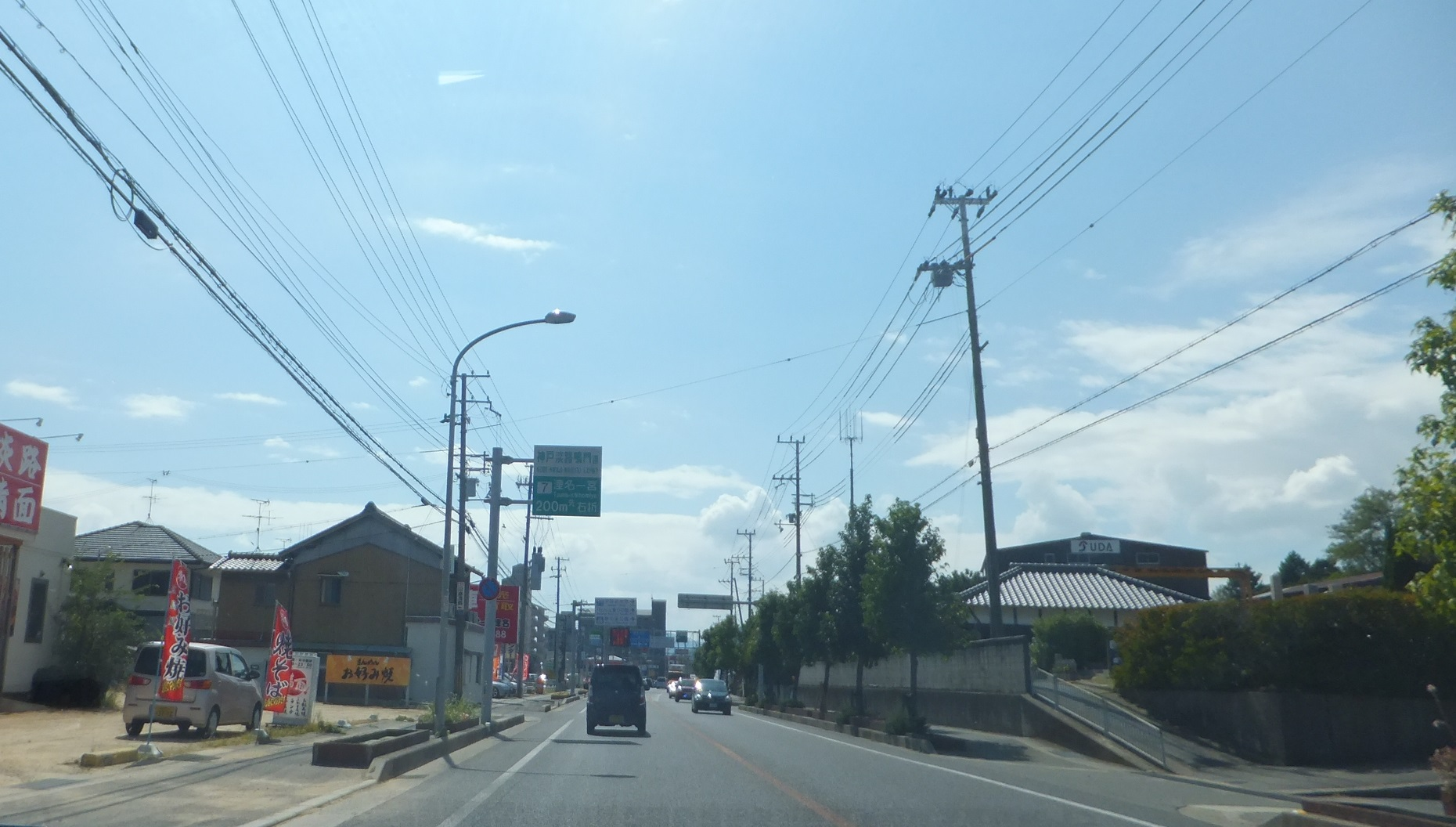
国道28号
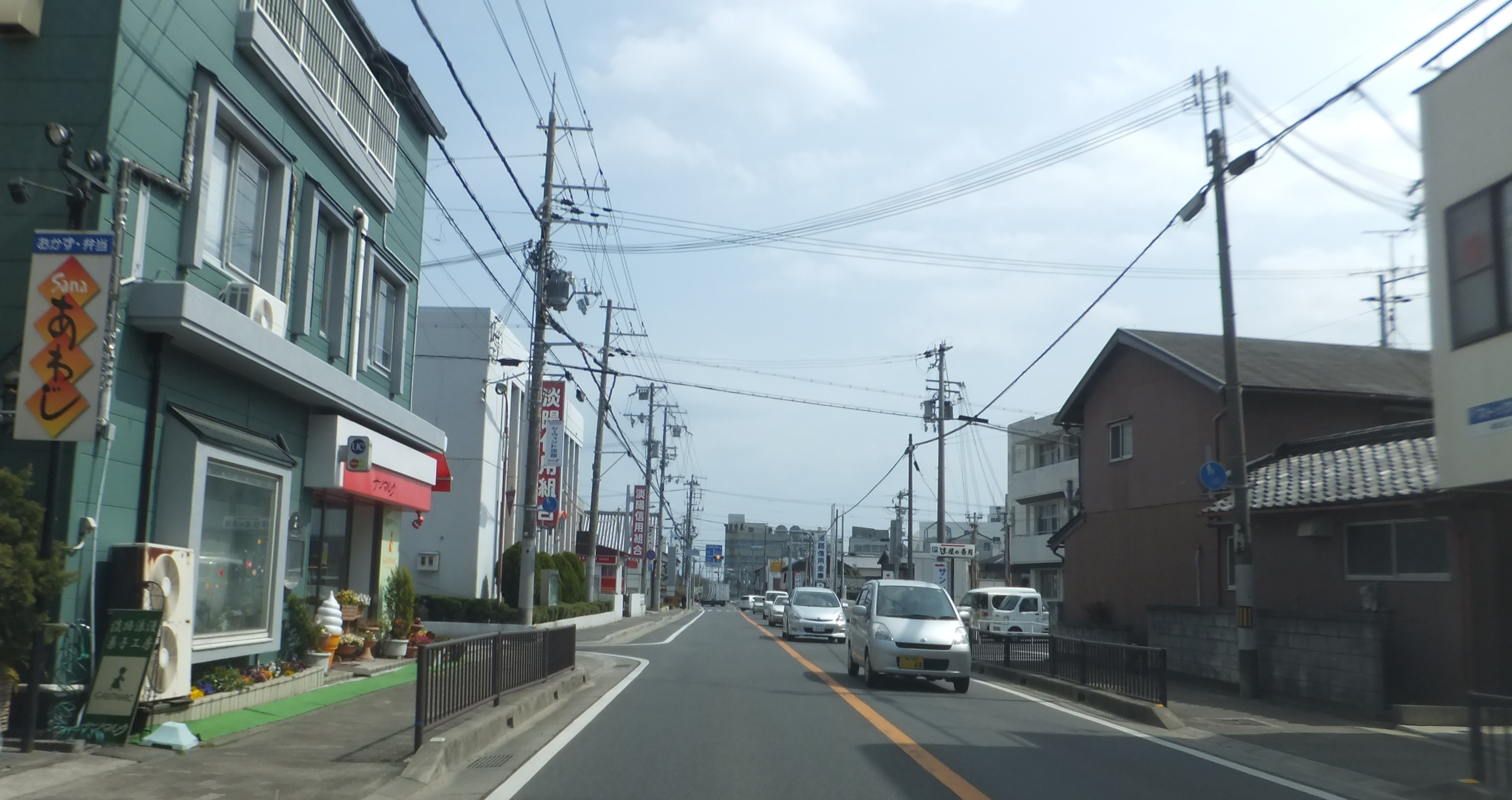
兵庫県道66号大谷鮎原神代線
- 兵庫県道88号志筑郡家線
- 兵庫県道463号室津志筑線
- 兵庫県道464号尾崎志筑線

- 国道28号
- 兵庫県道88号志筑郡家線

### 港湾
- 津名港

## 施設
- 関西看護医療大学
- 兵庫県立津名高等学校
- 北淡路保健所
- 志筑郵便局
- 淡路市立津名図書館
- JA日の出
- 田井団地
- 石畑団地
- 金谷墓地
- 志筑神社
- 石神神社
- 荒神社
- 社日神社
- 極楽寺
- 八幡寺
- 専修寺
- 円満寺
- 引摂寺
- 福田寺
- 円明院

## 出身人物
- 西森源兵衛（旧姓・岡島、皮革貿易商）
- 西森源兵衛（旧姓・岡島、皮革商、大阪府西成郡西浜町長、大阪府会議員、大阪市会議員）